# Viktorivka, Nijîn
Viktorivka (în ucraineană Вікторівка) este localitatea de reședință a comunei Viktorivka din raionul Nijîn, regiunea Cernihiv, Ucraina.

## Demografie
Componența lingvistică a localității Viktorivka
     Ucraineană (98,25%)
     Rusă (1,75%)
Conform recensământului din 2001, majoritatea populației localității Viktorivka era vorbitoare de ucraineană (98,25%), existând în minoritate și vorbitori de rusă (1,75%).